# Wāpuro rōmaji
Wāpuro rōmaji (ワープロローマ字) u ortografía kana es un estilo de romanización del japonés originalmente diseñado para escribir japonés en procesadores de texto (ワードプロセッサー, wādo purosessā, "word processor", abreviado wāpuro) cuando se usa un teclado QWERTY occidental.
En japonés, su denominación formal es rōmaji kana henkan (ローマ字仮名変換), literalmente "conversión kana de caracteres romanos". Un método de conversión ha sido estandarizado como JIS X 4063:2000 (Keystroke to KANA Transfer Method Using Latin Letter Key for Japanese Input Method); sin embargo, el estándar declara explícitamente que su propósito es ser un método de entrada y no una forma de romanización.
El estilo wāpuro es utilizado frecuentemente en la actualidad en entrada de computadora de propósito general así como en procesamiento de texto, pero el nombre original se mantiene. Las romanizaciones con este estilo además suelen ser usadas por hablantes nativos del japonés en contextos informales, así como por fans del anime y de otros aspectos de la cultura japonesa. Una característica común de estos casos que se dan frecuentemente en línea es que se evita el uso de signos especiales como el circunflejo o el macrón. Además, se pueden presentar ambigüedades que conllevan a un fallo a la hora de producir el kana deseado cuando se escribe en una computadora, por ejemplo, un error al distinguir entre ず (ingresado correctamente como "zu") y づ (ingresado correctamente como "du").

## Convenciones de escritura
En la práctica, existen tantas variantes de wāpuro rōmaji como creadores de software de procesamiento de texto e IME. Muchos aspectos de las romanizaciones Hepburn, Kunrei-shiki y Nihon-shiki son aceptados, por lo que tanto si (Kunrei/Nihon-shiki) como shi (Hepburn) dan como resultado し. Sin embargo, algunas convenciones difieren de la romanización estándar:
- Debido a la dificultad de escribir diacríticos como macrones y circunflejos en un teclado promedio (así como la ambigüedad de ō, etc., que en Hepburn puede representar おう u おお) las vocales largas son casi universalmente entradas siguiendo las reglas de escritura kana, dando como resultado kou para こう y koo para こお.
- Las formas de romanización Nihon-shiki tienen prioridad sobre otras, por lo que du produce usualmente づ en vez de どぅ.
- Los kanas pequeños pueden ser ingresados anteponiendo una x o l, por ejemplo, xa para ぁ, o ltu para っ. Esto es comúnmente empleado para combinaciones modernas de katakana como ティ, que puede ser ingresado como texi, thi, o t'i. Sin embargo, en algunos sistemas l es tratado igual que r cuando le sigue una vocal o "y".
- じゃ, じゅ y じょ pueden ser escritos como jya, jyu y jyo, respectivamente.  Esto concuerda con el kana, pero no es usado por Nihon-shiki/Kunrei-shiki (zya, zyu, zyo) ni Hepburn (ja, ju, jo).
- La escritura Hepburn tchi para っち puede ser rechazada y cchi requerida en su lugar.
- La escritura Hepburn mma probablemente se muestre como っま, no la prevista んま (nma).  Esto no ocurre con el Hepburn revisado, que elimina -mm- a favor de -nm-.
- La n moraica ん puede ser ingresada como nn, n o n'. Mientras que puede ser escrita como n en la mayoría de los casos, en otros es necesario usar una forma no ambigua para que el IME no interprete n como perteneciente a un kana de la columna na (な na, に ni, ぬ nu, ね ne, の no).
- Se pueden usar palabras comunes para símbolos tipográficos japoneses que no se encuentran en algunos teclados. Por ejemplo, en algunos IME, ～ puede ser ingresado como nami (ola) o kara (desde) y puntos suspensivos (...) como tenten (punto punto).

## Exactitud fonética
A diferencia de  Kunrei-shiki y Hepburn, el estilo wāpuro se basa en una transcripción uno a uno del kana.  A razón de esto, el wāpuro no representa algunas distinciones que se dan en el japonés hablado pero no en el escrito, como la diferencia entre /oː/ (vocal larga) y /oɯ/ (o+u).  Por ejemplo, en japonés estándar el kana おう puede pronunciarse de dos maneras diferentes: /oː/ que significa "rey" (王), y /oɯ/ que significa "perseguir" (追う).  Kunrei-shiki y Hepburn las representan de forma diferente como ō y ou, porque la primera es una vocal larga mientras que la segunda es una o seguida por una u; sin embargo, el estilo wāpuro transcribe ambas palabras como ou.  De igual forma, las partículas transcritas de forma irregular como wa (は), e (へ) y o (を) deben ser ingresadas como se escriben en kana (ha, he y wo, respectivamente), no como se pronuncian (como en Kunrei-shiki and Hepburn).